# ポクルィシュキン (小惑星)
ポクルィシュキン (3348 Pokryshkin) は、小惑星帯の小惑星。クリミア天体物理天文台でニコライ・チェルヌイフが発見した。
第2次世界大戦時のソ連のエース・パイロット、アレクサンドル・ポクルィシュキン (Александр Иванович Покрышкин) から名付けられた。